# Nicholas Fitzgerald
Nicholas John Fitzgerald (Wahroonga, 13 febbraio 1992) è un calciatore australiano, centrocampista del Sydney Olympic.

## Carriera
Nicholas Fitzgerald cresce nelle giovanili del Central Coast Mariners e viene convocato per la prima volta in prima squadra per il 27º turno dell'A-League,partita da giocare contro il Wellington Phoenix. La partita finirà con una sconfitta per 3-0 con il giovane che esordisce nel secondo tempo.
Nel 2010 viene mandato a crescere e giocare nel Bundaberg Spirit, squadra militante nella Queensland State League.
Il 1º agosto 2011 firma un contratto di due anni con il Brisbane Roar dopo un mese di prova.
Il 14 gennaio 2013 torna al suo vecchio club, i Mariners, in completo accordo con la sua squadra con la quale rescinde il contratto.
Il 9 gennaio 2016 è svincolato dai Mariners e dopo poche settimane firma con il Melbourne City. Segna la sua prima rete contro Adelaide United, mettendo fine alla serie d'imbattibilità dei rossi. La settimana seguente segna la seconda rete nel giro di una settimana, messa a segno contro il Brisbane Roar e aiutando la squadra a raggiungere la vetta della classifica.

## Palmarès

### Competizioni nazionali
- Campionato australiano: 2

Brisbane Roar: 2011-2012
Central Coast Mariners: 2012-2013
- FFA Cup: 1

Melbourne City: 2016